# Поліс XI (футбольний клуб)
Спортивний клуб «Поліс XI» або просто «Поліс XI» (англ. Botswana Police XI Sporting Club) — ботсванський футбольний клуб з міста Отсе.

## Історія
В 1974 році після безвольної поразки Габороне Юнайтед від південноафриканського Орландо Пайретс розпочалися заворушення серед футбольних уболівальників, серед яких, як виявилося були навіть офіцери поліції. Тому вище керівництво національної поліції, з метою покращення контролю над своїми співробітниками, ухвалило рішення про відкликання своїх працівників з цивільних футбольних клубів. Натомість було ухвалено рішення про створення власного футбольного клубу під назвою Поліс Нешионал XI. Таким чином, в команді були зібрані найкращі гравці, які були пов'язані з поліцією, тому команда відразу посіла високі позиції в національних турнірах та почала боротися за титули та трофеї.
Першим тренером клубу у квітні 1974 року було призначено Зіро Джонсона. Вдалі виступи клубу під керівництвом З.Джонсона не залишилися непоміченими й іншими клубами. Тому Поліс XI втратила декількох ключових виконавців, які перейшли до клубу Сили оборони Лесото. Втрата цих виконавців позначилася на результатах клубу, тому команда вилетіла до Першого дивізіону в 1977 році. Але вже в 1978 році клуб повертається до елітного дивізіону. Починаючи з 1995 року команда закріплюється у Прем'єр-лізі, після чого вже не покидає елітний дивізіон. Найбільшого успіху в своїй історії клуб досяг у сезоні 2005/06 років, коли зміг завоювати чемпіонство у Прем'єр-лізі. Цей успіх був помічений і тренером національної збірної Ботсвани, який після цього викликав декількох гравців клубу до збірної.

## Досягнення
- Прем'єр-ліга
  -  Чемпіон (1): 2005/06
  -  Срібний призер (2): 2003,[1] 2004/05[2]
  -  Бронзовий призер (2): 1998,[3] 2000/01[4]

- Кубок виклику Футбольної Асоціації
  -  Володар (1): 1983

- Кубок незалежності Ботсвани
  -  Фіналіст (1): 2001

## Статистика виступів на континентальних турнірах
| Сезон | Турнір             | Раунд      | Клуб              | Вдома | На виїзді | Загалом |
| ----- | ------------------ | ---------- | ----------------- | ----- | --------- | ------- |
| 1999  | Кубок КАФ          | 1          | Санеаменто Рангол | 0-1   | 2-3       | 2-4     |
| 2006  | Ліга чемпіонів КАФ | Попередній | Енугу Рейнджерс   | 2-2   | 0-1       | 2-3     |
| 2007  | Ліга чемпіонів КАФ | Попередній | ТП Мазембе        | 2-4   | 0-3       | 2-7     |